# Río Lagartos
Río Lagartos ist eine Stadt im mexikanischen Bundesstaat Yucatán und Hauptstadt des gleichnamigen Municipios Río Lagartos. Der Name der Siedlung in Mayasprache war Holkolben.
Der Tourismus gewinnt durch das nahe gelegene Biosphärenreservat Ría Lagartos und Bootstouren auf der Ria immer mehr an Bedeutung.

## Geschichte
Die Region wird von den Spaniern erstmals im Kartenwerk Estudio cartográfico De Or Kaalsbis Novo von 1511 erwähnt. Vor der Konquista wurde die Region von Mayas des Fürstentums Chikinchel bewohnt.